# USS LST-695
O USS LST-695 foi um navio de guerra norte-americano da classe LST que operou durante a Segunda Guerra Mundial.